# سا ایرا (سرود)

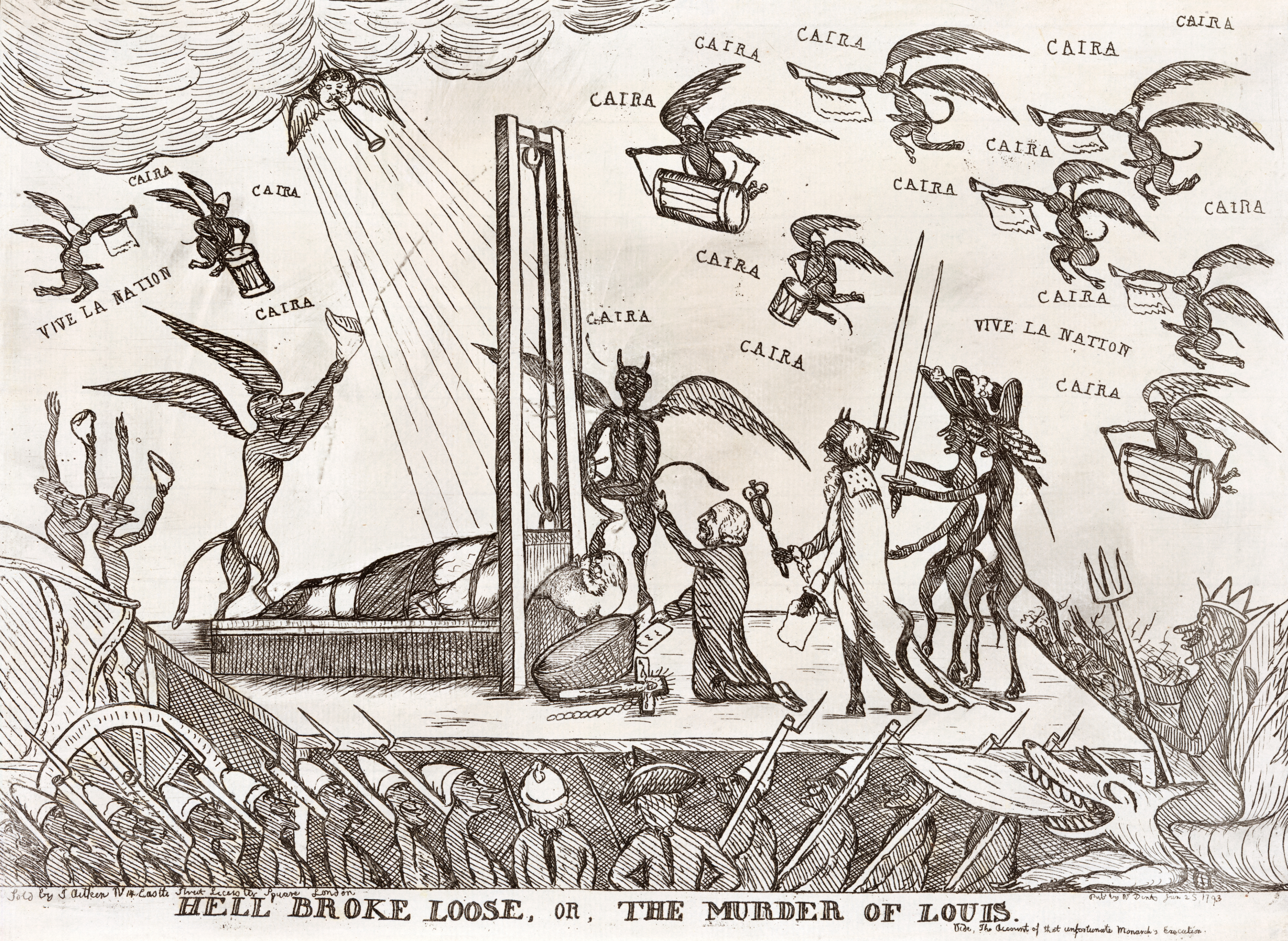
شیاطین در آسمان سرود سا ایرا (همه چیز درست می‌شود) را هنگامی که گیوتین بر گردن لوئی شانزدهم فرود می‌آید می‌خوانند. این اعلامیه چهار روز پس از اعدام لوئی منتشر شده است.

سا ایرا (فرانسوی Ça Ira، به معنی همه چیز درست می‌شود)، نام سرودی در انقلاب فرانسه است که برای اولین بار در ماه مه ۱۷۹۰ شنیده شد. هرچند متن این سرود در طی زمان دستخوش تغییرات زیادی شده است، اما در همه نسخه‌های آن ترجیع‌بند سا ایرا به عنوان بخشی از هویت این سرود تکرار شده است.

## نسخه اولیه
نویسنده اصلی کلمات " Ah! ça ira, ça ira, ça ira" کهنه‌سربازی به نام لادره بود که از طریق خوانندگی خیابانی امرار معاش می کرد. موسیقی آن، برگرفته از یک موسیقی عامه پسند قرن هجدهم فرانسه است که گفته می شود که ملکه ماری آنتوانت اغلب این موسیقی را بر روی هارپسیکورد خود می نواخت عنوان و مضمون ترانه از بنجامین فرانکلین الهام گرفته شده است که پس از اقامتش به عنوان نماینده کنگره قاره ای از سال۱۷۷۶ تا ۱۷۸۵ در میان مردم فرانسه بسیار محبوب بود. هنگامی که از او در مورد جنگ انقلابی آمریکا سؤال شد، ظاهراً او به زبان فرانسه تا حدودی شکسته پاسخ داد: "Ça ira, ça ira" ("درست می شود، درست می شود") این اثر ابتدا به عنوان یک ترانه در طول آماده سازی برای Fête de la Fédération در سال ۱۷۹۰ خوانده و در نهایت به عنوان سرود غیر رسمی انقلابیون شناخته شد.

### ترجمه بند اول
| آه، همه چیز درست می‌شود، همه چیز درست می‌شود مردم در این روز بارها و بارها خواهند خواند که همه چیز درست می‌شود، همه چیز درست می‌شود، | Ah ! ça ira, ça ira, ça ira Le peuple en ce jour sans cesse répète, Ah ! ça ira, ça ira, ça ira |

## نسخه پابرهنه‌ها
در مراحل بعدی انقلاب، بسیاری از پابرهنه‌ها (سانس‌کولوت) از چندین بیت بسیار تهاجمی‌تر استفاده کردند. در این ترانه آنها خواستار اعدام اشراف و روحانیون بودند.

## المپیک پاریس
گروه هوی متال گوژیرا به همراه خواننده سوپرانوی فرانسوی-سوئیسی مارینا ویوتی نسخه ای از این آهنگ را در مراسم افتتاحیه بازی های المپیک تابستانی ۲۰۲۴ در پاریس، فرانسه، در ۲۶ ژوئیه ۲۰۲۴ اجرا کردند. اجرای آنها از پنجره های کونسیرژوری انجام شد و شامل تصاویری از ماری آنتوانت بود که سرِ قطع شده‌اش را در آغوش گرفته بود. 